# 岩原鲤
岩原鲤（学名：Procypris rabaudi）为輻鰭魚綱鯉形目鲤科原鲤属的鱼类，俗名水子、黑鲤鱼、岩鲤、墨鲤，是中国的特有物种。分布于长江中上游支流，云南分布于金沙江等，多见于江河中底质多岩石。该物种的模式产地在四川乐山、丰都。本魚身體黑色背面與側邊，極小的黑色斑紋沿著身體側邊，觸鬚2對；背鰭的外部邊緣截形的；胸鰭長的與它的頂端達成腹鰭的基底，體長可達15.5公分。